# Pegadinha
Uma câmera escondida, também chamada câmera oculta, pegadinha (português brasileiro) ou apanhados (português europeu), é uma situação forjada ou verdadeira (que pode ser chamada de brincadeira) pela produção de algum programa de TV na qual se cria um leve constrangimento pessoal, com uma situação absurda e inesperada com alguém que geralmente ignora ou em um primeiro momento não compreende o evento de que está sendo vítima.

## História do formato

### Início
Mundialmente falando, o precursor das câmeras escondidas foram experimentos radiofônicos de Orson Welles nos Estados Unidos, o qual desencadeou num destruidor efeito cascata na sociedade neo-iorquina. Em 30 de Outubro de 1938, Welles narrou o rádio-teatro "A Guerra dos Mundos" dramatizando a invasão alienígena de marcianos na Terra. A dramatização causou pânico em massa, já que muitos ouvintes do rádio acreditaram tratar-se de uma invasão real (ver: Era do Rádio).
Pelo que se sabe, no Brasil, tudo indica que foram os frequentadores de um posto de combustível localizado no bairro do Engenho Novo no Rio de Janeiro em comum acordo com um radialista que interagia radiofonicamente no próprio rádio da vítima  e "em tempo real", chamando a atenção de suas baboseiras. Isso só era possível porque parte dos frentistas e frequentadores do posto conversavam com os taxistas sobre seu dia a dia e, de posse desses elementos, telefonavam ao estúdio instruindo o radialista onde e quem deveria atacar. Muitas das pessoas que ouviam o programa do Wilson Mussauer (assim se chamava) não entendiam como o locutor conhecia tantos detalhes da vida dessas pessoas sem sair da emissora.

### Desenvolvimento
Mais tarde, com a banalização das filmadoras, ficou mais simples: atualmente um ator (ou mais de um, se for o caso) é solicitado a encenar uma situação com um terceiro, geralmente um transeunte ou um cliente (escolhido para ser a vítima da brincadeira) até que este se irrite e parta para agressão ou outras reações contra seu algoz que, ao fim, muitas vezes quando já não se filma mais, pedirá desculpas a sua vítima ou dirá que era só uma pegadinha.

### No meio televisivo
Nos Estados Unidos, o programa precursor das câmeras escondidas na TV é o exitoso Candid Camera, no ar ininterruptamente desde agosto de 1948.
No Brasil e em Portugal, vários programas de TV utilizam ou já utilizaram câmeras escondidas para "capturar" reações de pessoas reais, dentre eles os programas apresentados por Silvio Santos (o grande precursor das câmeras escondidas no País, sendo quem trouxe em 1981 a ideia desde países que visitava – a exemplo da Suíça), João Kléber, Sérgio Mallandro, Gugu Liberato, Fausto Silva, Luciana Gimenez etc.
|                                                                                             | |
| Sérgio Mallandro é um apresentador cujos programas usualmente produzem e exibem pegadinhas. | O extinto programa do SBT Topa Tudo por Dinheiro exibia pegadinhas que foram enormemente exitosas durante todos os 10 anos nos quais esteve no ar. |

### Imagem perante o público
A veracidade dessas brincadeiras tem sido questionada (brincadeiras das quais muitas vezes podem de fato ser forjadas ou pré-combinadas com a suposta vítima), mas na maioria das vezes as vítimas são atraídas por verdadeiras tentações como, por exemplo, ao se aproximar de uma mulher jovem e bonita ou pela oportunidade de adquirir algo por um preço irrisório.

## Programas que exibem ou já exibirampegadinhas
- Candid Camera (1948-atualmente);
- Tudo por Dinheiro (1985-1989);
- Topa Tudo por Dinheiro (1991-2001);
- Domingão do Faustão;
- Sorria, você está na Record;
- Tudo a Ver;
- Programa da Tarde;
- Just for Laughs: Gags (2000-atualmente);
- Canal Aberto (2001-2004);
- Tarde Quente (2004-2005);
- Eu Vi na TV (1999-2005);
- Ed Banana (2000-2002);
- João Kléber Total;
- João Kléber Show;
- Te Peguei;
- Programa Silvio Santos;
- Festa do Mallandro (1998-2002);
- Rinaldi Magic Show (Rede Vida);
- Sabadaço (2002-2007);
- Programa Raul Gil;
- Todos Contra Um (reprises de pegadinhas do Topa Tudo por Dinheiro, até 2001);
- Pegadinhas Picantes;
- Superpop.
- Te Peguei na TV (2013-2016);